# Vitry-en-Montagne
Pour les articles homonymes, voir Vitry.
Vitry-en-Montagne est une commune française située dans le département de la Haute-Marne, en région Grand Est.
Cette commune se trouve dans l'ancienne région de Champagne-Ardenne.

## Géographie

### Localisation
Vitry-en-Montagne se situe à 24 km à l'ouest de Langres et à 49 km à l'est de Châtillon-sur-Seine.
|              |                   | Rochetaillée |
| Bay-sur-Aube | Vitry-en-Montagne |              |
|              | Rouelles Auberive |              |

Vitry-en-Motagne est une commune française qui se situe en Haute-Marne dans l'ancienne région Champagne-Ardenne. Le village se situe au sud-ouest du département  et n'appartient à aucune aire d'attraction.
Communes les plus proches à vol d'oiseau de Vitry-en-Montagne:
- Bay-sur-Aube à 2 km
- Rouelles à 2,3 km
- Chameroy à 2,8 km
- Aulnoy-sur-Aube à 4,3 km
- Auberive à 4,5 km
- Rochetaillée à 4,5 km
- Germaines à 5,2 km

### Paysage
Le paysage autour du village se caractérise par des collines couvertes d'arbres notamment en direction de Rouelles. Le village est entouré de champs, pour la majorité en pente.

### Relief
Le relief autour du village se caractérise par un nombre important de combes et de cols. Notamment le col de la Combe Flageolle, qui sépare la commune de Vitry de celle de Chameroy, qui culmine à 449 m.

### Hydrographie
La commune est dans la région hydrographique « la Seine de sa source au confluent de l'Oise (exclu) » au sein du bassin Seine-Normandie. Elle est drainée par le ruisseau de Vitry, le Fossé 01 de la Combe Chevrotte et divers autres petits cours d'eau,.

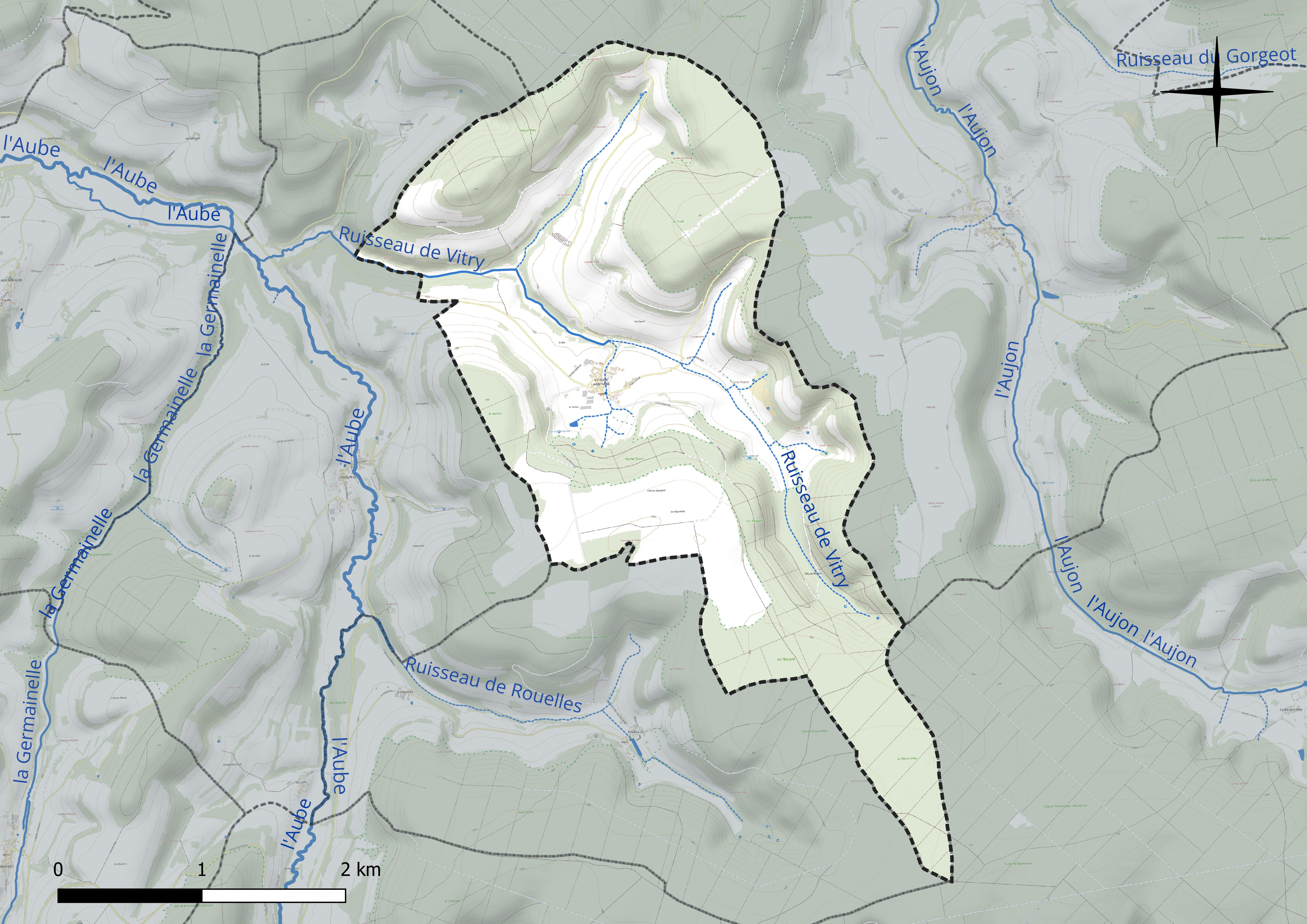
Réseau hydrographique de Vitry-en-Montagne.

### Climat
Pour des articles plus généraux, voir Climat du Grand Est et Climat de la Haute-Marne.
En 2010, le climat de la commune est de type climat des marges montargnardes, selon une étude du Centre national de la recherche scientifique s'appuyant sur une série de données couvrant la période 1971-2000. En 2020, Météo-France publie une typologie des climats de la France métropolitaine dans laquelle la commune est exposée à un climat océanique altéré et est dans la région climatique  Lorraine, plateau de Langres, Morvan, caractérisée par un hiver rude (1,5 °C), des vents modérés et des brouillards fréquents en automne et hiver. 
Pour la période 1971-2000, la température annuelle moyenne est de 9,8 °C, avec une amplitude thermique annuelle de 16,9 °C. Le cumul annuel moyen de précipitations est de 941 mm, avec 13,1 jours de précipitations en janvier et 8,7 jours en juillet. Pour la période 1991-2020, la température moyenne annuelle observée sur la station météorologique de Météo-France la plus proche, « Auberive_sapc », sur la commune d'Auberive à 5 km à vol d'oiseau, est de 9,7 °C et le cumul annuel moyen de précipitations est de 943,1 mm. 
La température maximale relevée sur cette station est de 39,3 °C, atteinte le 25 juillet 2019 ; la température minimale est de −22,6 °C, atteinte le 20 décembre 2009,,. 
Les paramètres climatiques de la commune ont été estimés pour le milieu du siècle (2041-2070) selon différents scénarios d'émission de gaz à effet de serre à partir des nouvelles projections climatiques de référence DRIAS-2020. Ils sont consultables sur un site dédié publié par Météo-France en novembre 2022.

## Urbanisme

### Typologie
Au 1er janvier 2024, Vitry-en-Montagne est catégorisée commune rurale à habitat très dispersé, selon la nouvelle grille communale de densité à sept niveaux définie par l'Insee en 2022.
Elle est située hors unité urbaine et hors attraction des villes,.

### Occupation des sols
L'occupation des sols de la commune, telle qu'elle ressort de la base de données européenne d’occupation biophysique des sols Corine Land Cover (CLC), est marquée par l'importance des forêts et milieux semi-naturels (56,4 % en 2018), une proportion identique à celle de 1990 (56,4 %). La répartition détaillée en 2018 est la suivante : 
forêts (56,4 %), terres arables (32,2 %), zones agricoles hétérogènes (11,4 %). L'évolution de l’occupation des sols de la commune et de ses infrastructures peut être observée sur les différentes représentations cartographiques du territoire : la carte de Cassini (XVIIIe siècle), la carte d'état-major (1820-1866) et les cartes ou photos aériennes de l'IGN pour la période actuelle (1950 à aujourd'hui).

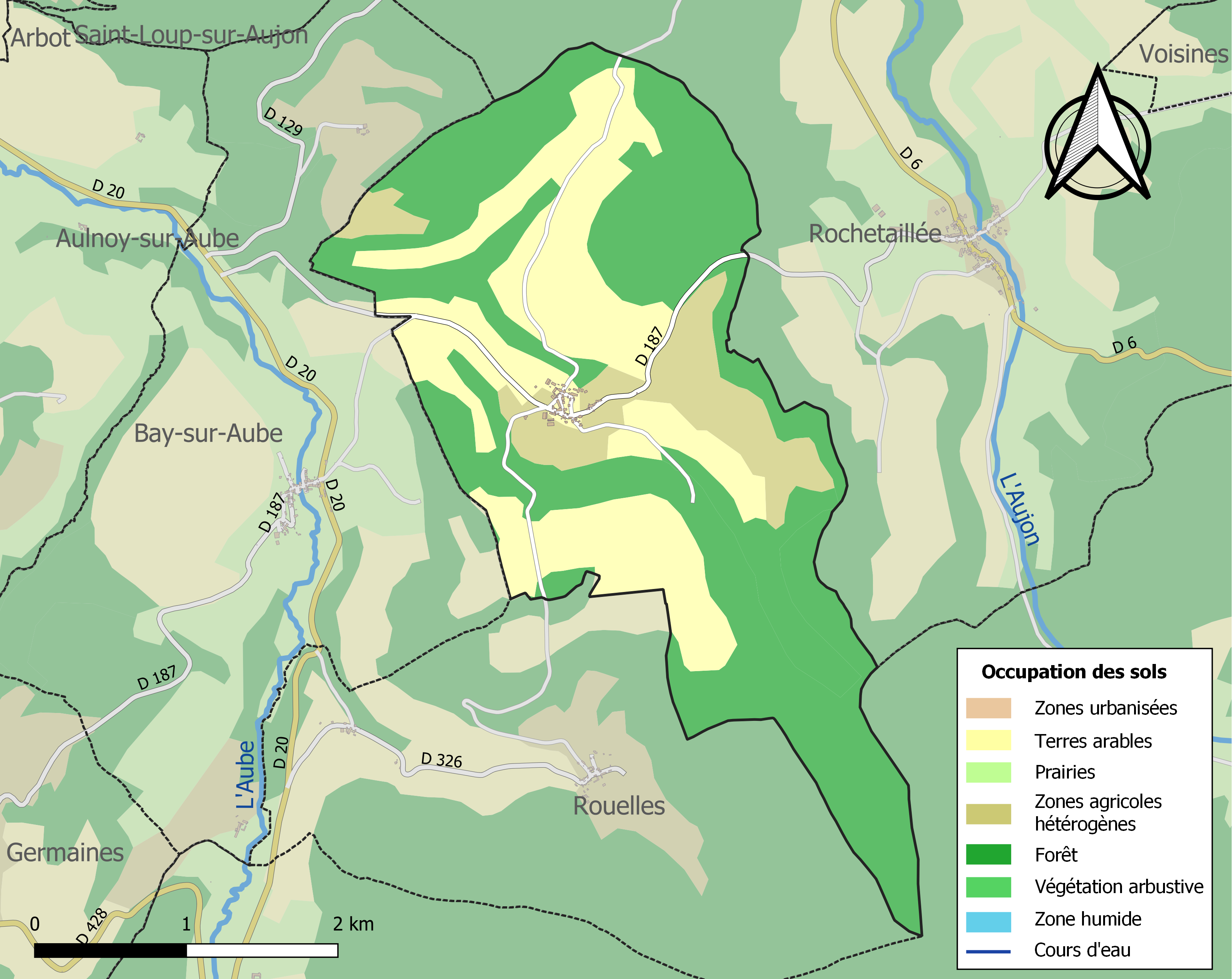
Carte des infrastructures et de l'occupation des sols de la commune en 2018 (CLC).

### Logements
En 2019, le village est composé de 23 logements, dont 5 vacants. Entre 2006 et 2015, 1 résidence principale a été construite. Personne n'a emménagé à Vitry-en-Montagne entre 2017 et 2019. En revanche, 85,7% des Vitrimontains ont emménagés il y a plus de 30 ans.

### Voie de communication et transport
Le village est accessible grâce à la D187, traverse le village dans toute sa longueur. Il existe aussi une route pour aller plus directement vers Rouelles. Dans ce dernier, elle s'apelle "Route de Vitry" ou "C1" mais à Vitry, elle se nomme "Route de Rouelles" ou "C2". Cette route n'est en revanche pas très praticable (pour un véhicule de ville) dans sa portion traversant le bois.
Un panneau situé à côté de la mairie indique un arrêt de bus: "Département de la Haute-Marne / Groupement des Collectivités de la Région de Langres"

## Toponymie
La toponymie indique que l'origine de ce nom peut être « Victorius » ce qui signifierait que le site en question aurait appartenu à un certain Victorius.
Mais on propose aussi, le plus souvent, la racine celte « wabero » qui fait référence à l'eau ou à la source. Elles sont nombreuses aux environs du village et nous retiendrons plutôt cette origine pour « Vitry en Montagne ».

## Politique et administration

### Liste des maires
| Période                                  | Période  | Identité       | Étiquette | Qualité |
| ---------------------------------------- | -------- | -------------- | --------- | ------- |
| Les données manquantes sont à compléter. |          |                |           |         |
| mars 2001                                | En cours | Rémi Chauvirey |           |         |

### Élections
Voici les résultats de l'élection présidentielle de 2022:
| Candidat                    | % des voix | Voix |
| --------------------------- | ---------- | ---- |
| Emmanuel Macron (LREM)      | 20%        | 4    |
| Marine Le Pen (RN)          | 35%        | 7    |
| Jean-Luc Mélenchon (LFI)    | 0%         | 0    |
| Valérie Pécresse (LR)       | 5%         | 1    |
| Éric Zemmour (REC)          | 10%        | 2    |
| Yannick Jadot (EELV)        | 5%         | 1    |
| Jean Lassalle (RES)         | 15%        | 3    |
| Philippe Poutou (NPA)       | 0%         | 0    |
| Nathalie Arthaud (LO)       | 0%         | 0    |
| Anne Hidalgo (PS)           | 10%        | 2    |
| Fabien Roussel (PCF)        | 0          | 0    |
| Nicolas Dupont-Aignan (DLF) | 0          | 0    |

| Candidat               | % des voix | Voix |
| ---------------------- | ---------- | ---- |
| Emmanuel Macron (LREM) | 45,45%     | 10   |
| Marine Le Pen (RN)     | 54,55%     | 12   |

## Population et société

### Démographie
L'évolution du nombre d'habitants est connue à travers les recensements de la population effectués dans la commune depuis 1793. Pour les communes de moins de 10 000 habitants, une enquête de recensement portant sur toute la population est réalisée tous les cinq ans, les populations de référence des années intermédiaires étant quant à elles estimées par interpolation ou extrapolation. Pour la commune, le premier recensement exhaustif entrant dans le cadre du nouveau dispositif a été réalisé en 2007.

En 2022, la commune comptait 29 habitants, en évolution de +20,83 % par rapport à 2016 (Haute-Marne : −4,62 %, France hors Mayotte : +2,11 %).
| 1793 | 1800 | 1806 | 1821 | 1831 | 1836 | 1841 | 1846 | 1851 |
| ---- | ---- | ---- | ---- | ---- | ---- | ---- | ---- | ---- |
| 220  | 198  | 205  | 174  | 195  | 195  | 186  | 177  | 171  |

| 1856 | 1861 | 1866 | 1872 | 1876 | 1881 | 1886 | 1891 | 1896 |
| ---- | ---- | ---- | ---- | ---- | ---- | ---- | ---- | ---- |
| 172  | 166  | 177  | 133  | 128  | 135  | 133  | 132  | 128  |

| 1901 | 1906 | 1911 | 1921 | 1926 | 1931 | 1936 | 1946 | 1954 |
| ---- | ---- | ---- | ---- | ---- | ---- | ---- | ---- | ---- |
| 109  | 95   | 80   | 82   | 112  | 85   | 91   | 89   | 95   |

| 1962 | 1968 | 1975 | 1982 | 1990 | 1999 | 2006 | 2007 | 2012 |
| ---- | ---- | ---- | ---- | ---- | ---- | ---- | ---- | ---- |
| 68   | 66   | 56   | 44   | 48   | 41   | 39   | 39   | 29   |

| 2017 | 2022 | - | - | - | - | - | - | - |
| ---- | ---- | - | - | - | - | - | - | - |
| 23   | 29   | - | - | - | - | - | - | - |

## Économie
- Exploitations agricoles

## Culture locale et patrimoine

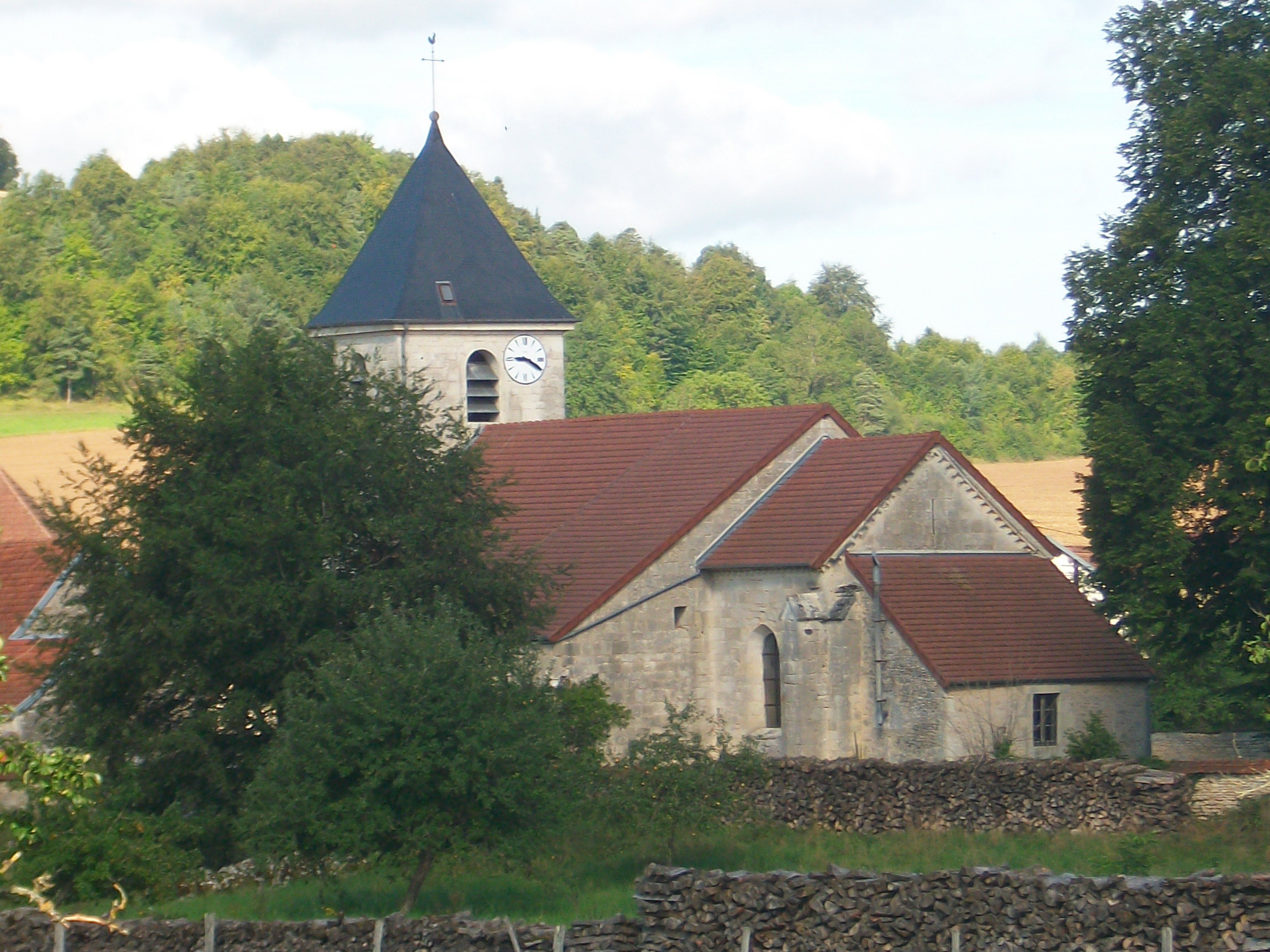
L'église Saint-Martin.

- L'église Saint-Martin
- Lavoir

### Lieux et monuments
- L'église dédiée à Saint Martin dont le chœur est inscrit MH en 1929[19],[20],[21].
- Le presbytère (IMH en 1929[22]).
- À chacune des entrées du village, sur les routes venant de Chameroy, Rochetaillée et Rouelles, s'élève un calvaire.
- Il existe à proximité une modeste source pétrifiante, qui est malheureusement inaccessible depuis la tempête de 1999.

## Photos du village

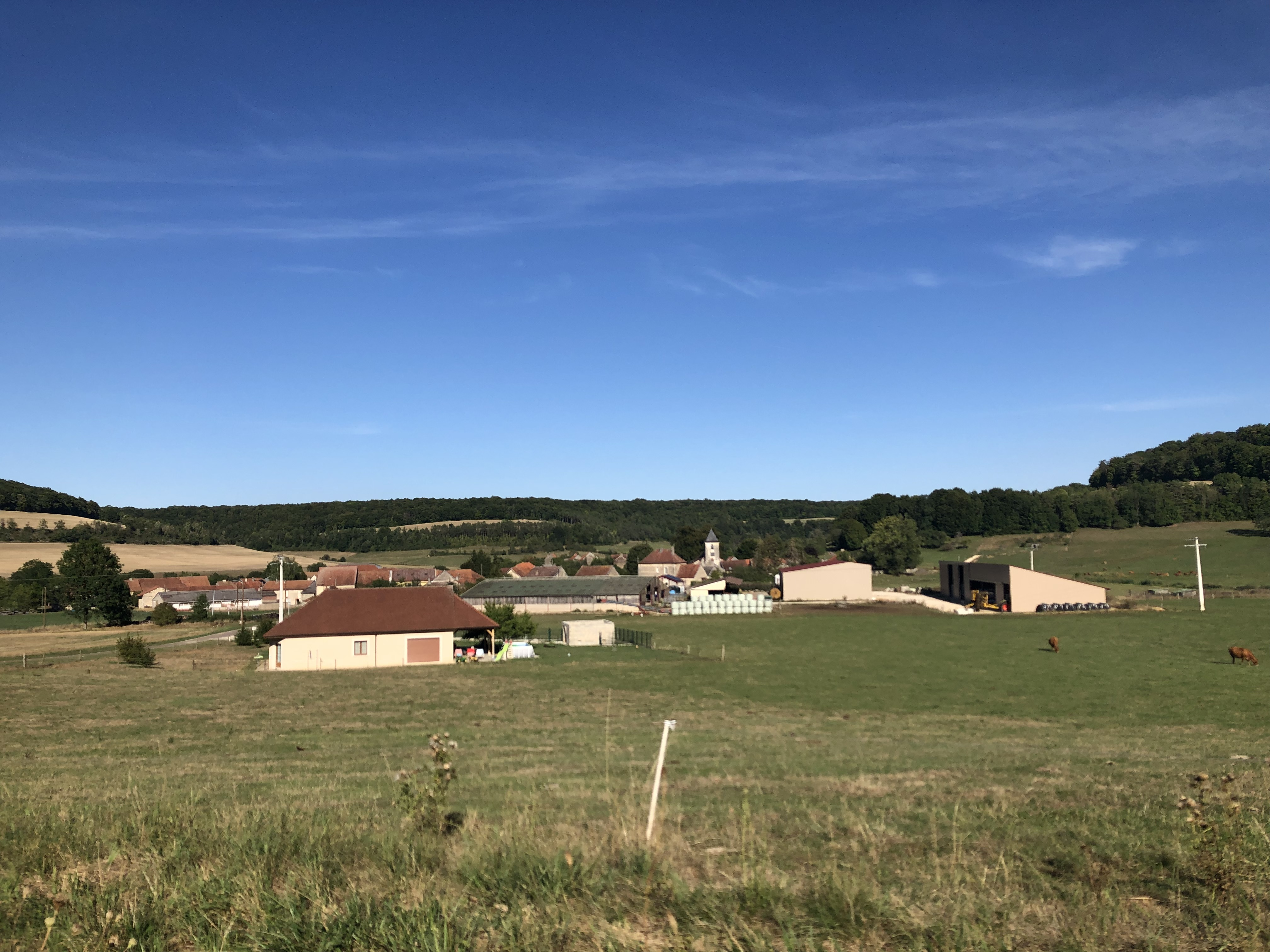
Vue générale de Vitry-en-Montagne
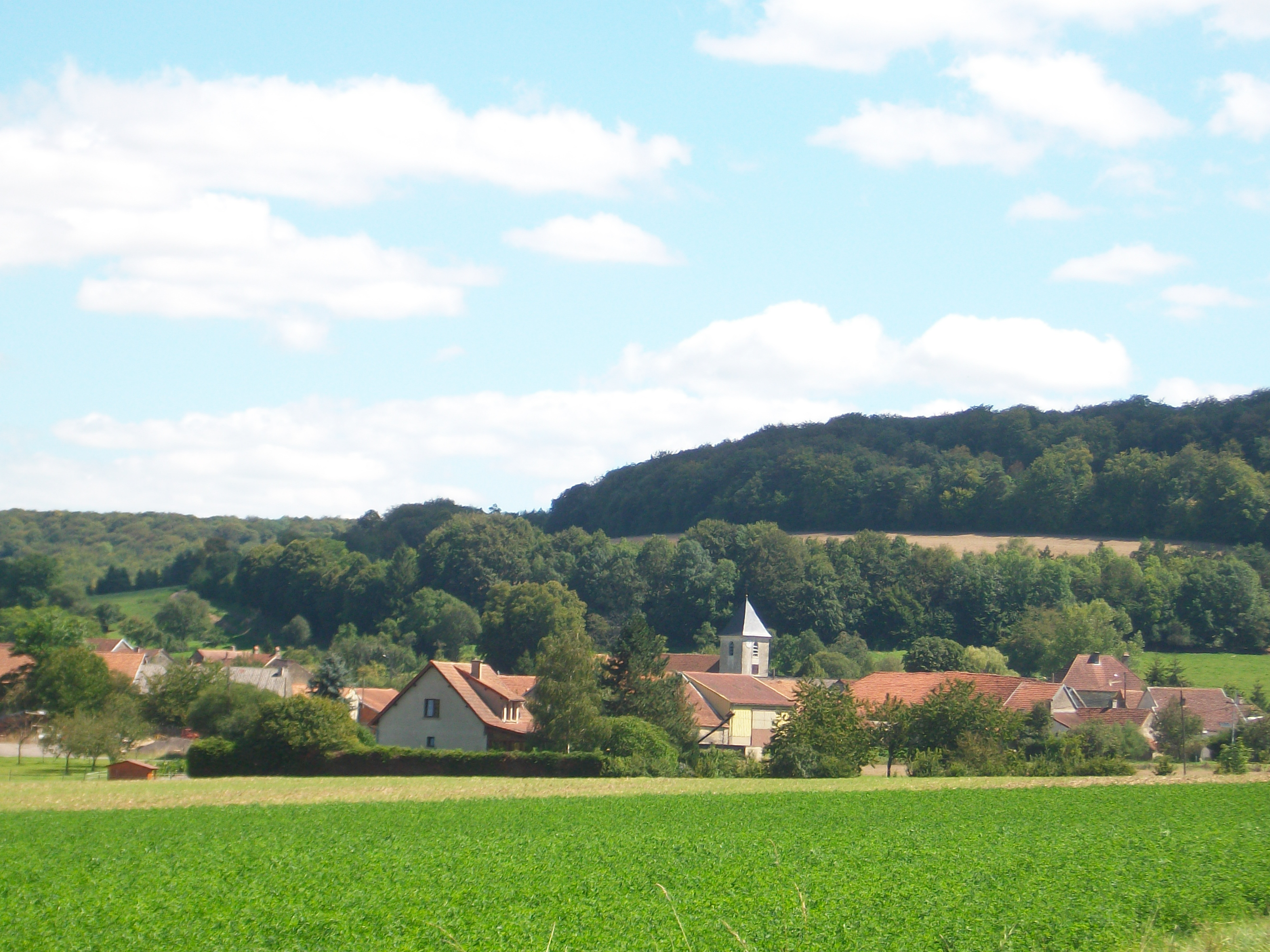
Autre vue du village
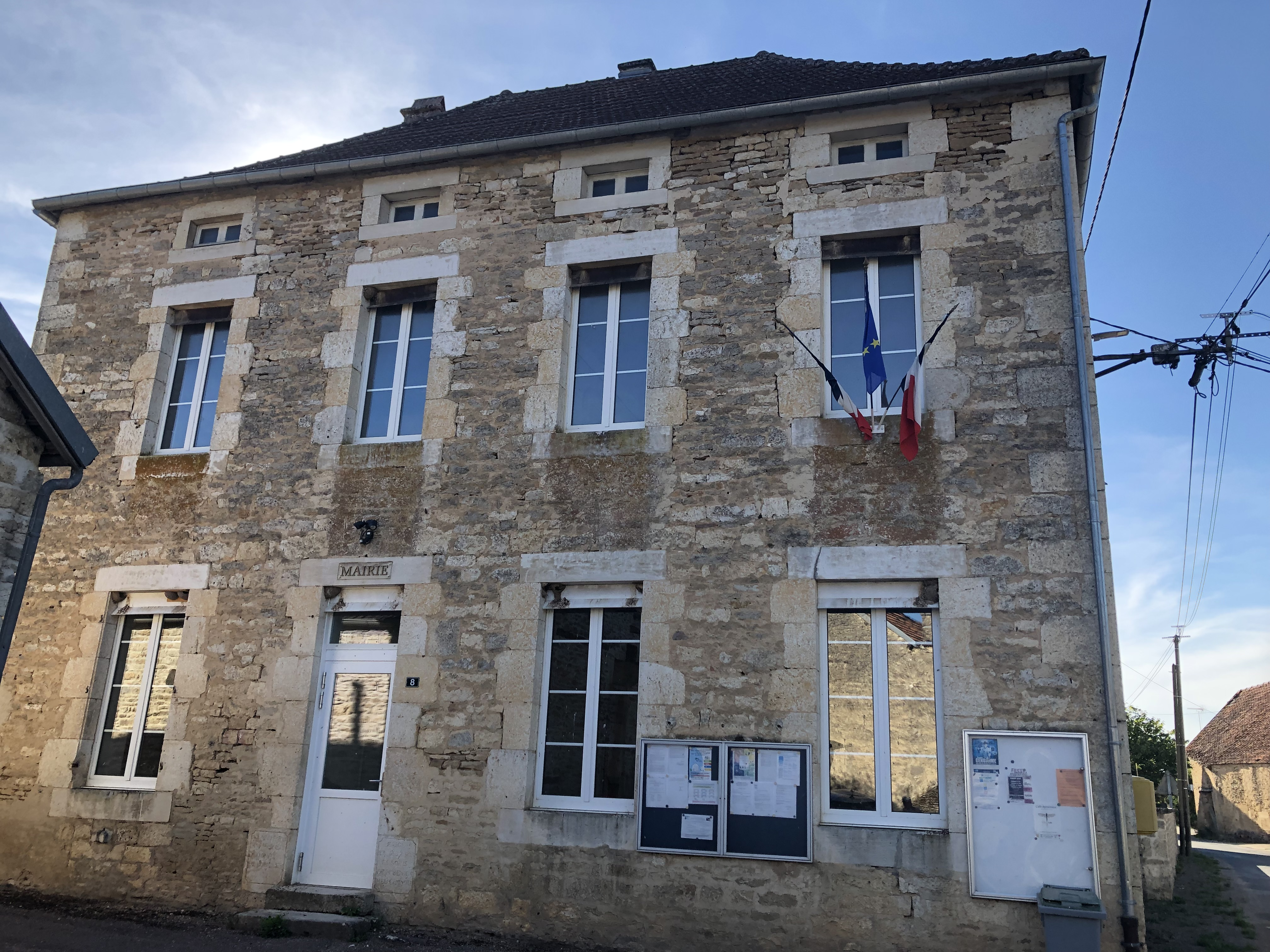
Mairie de Vitry-en-Montagne
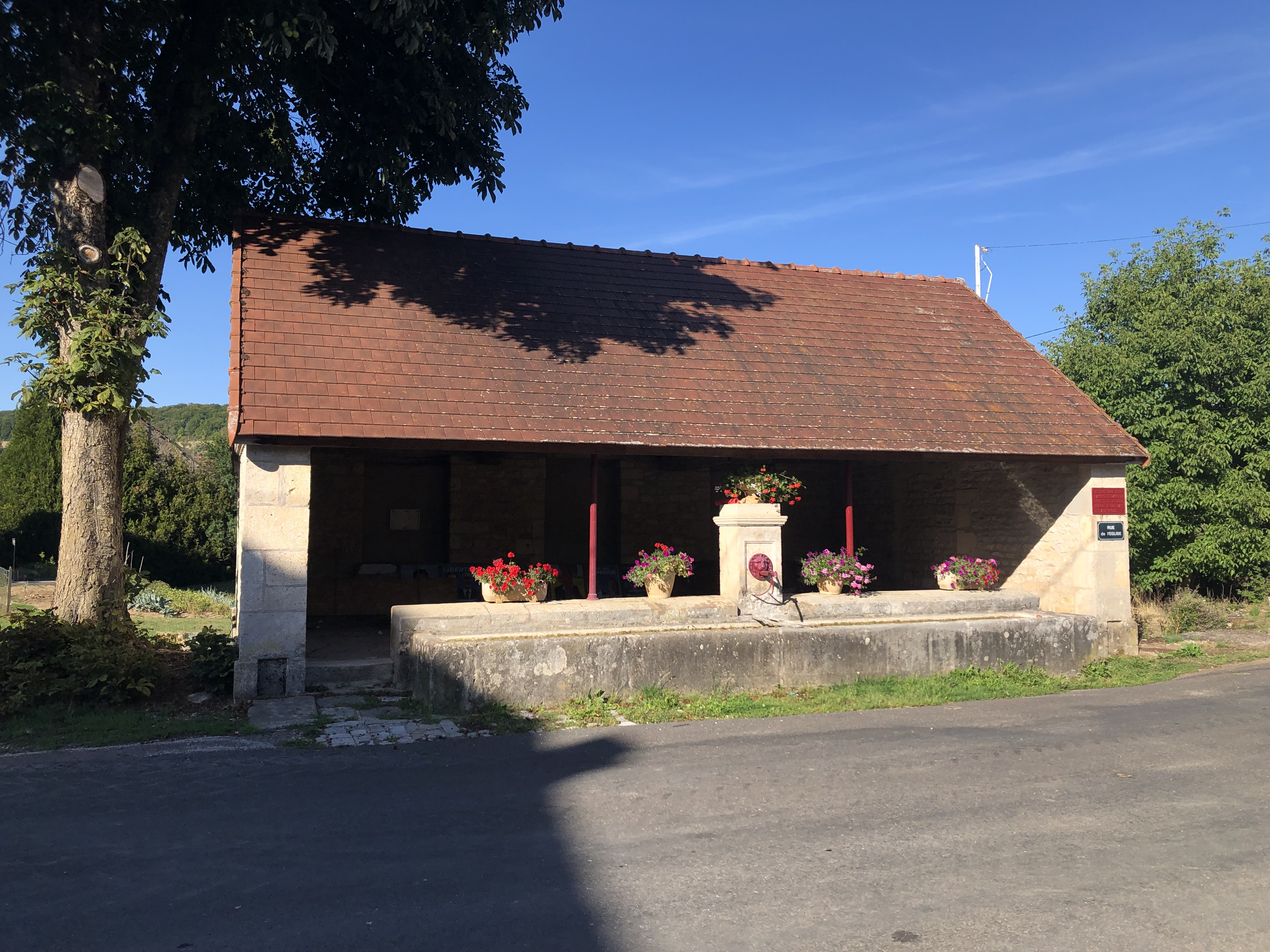
Lavoir de Vitry-en-Montagne
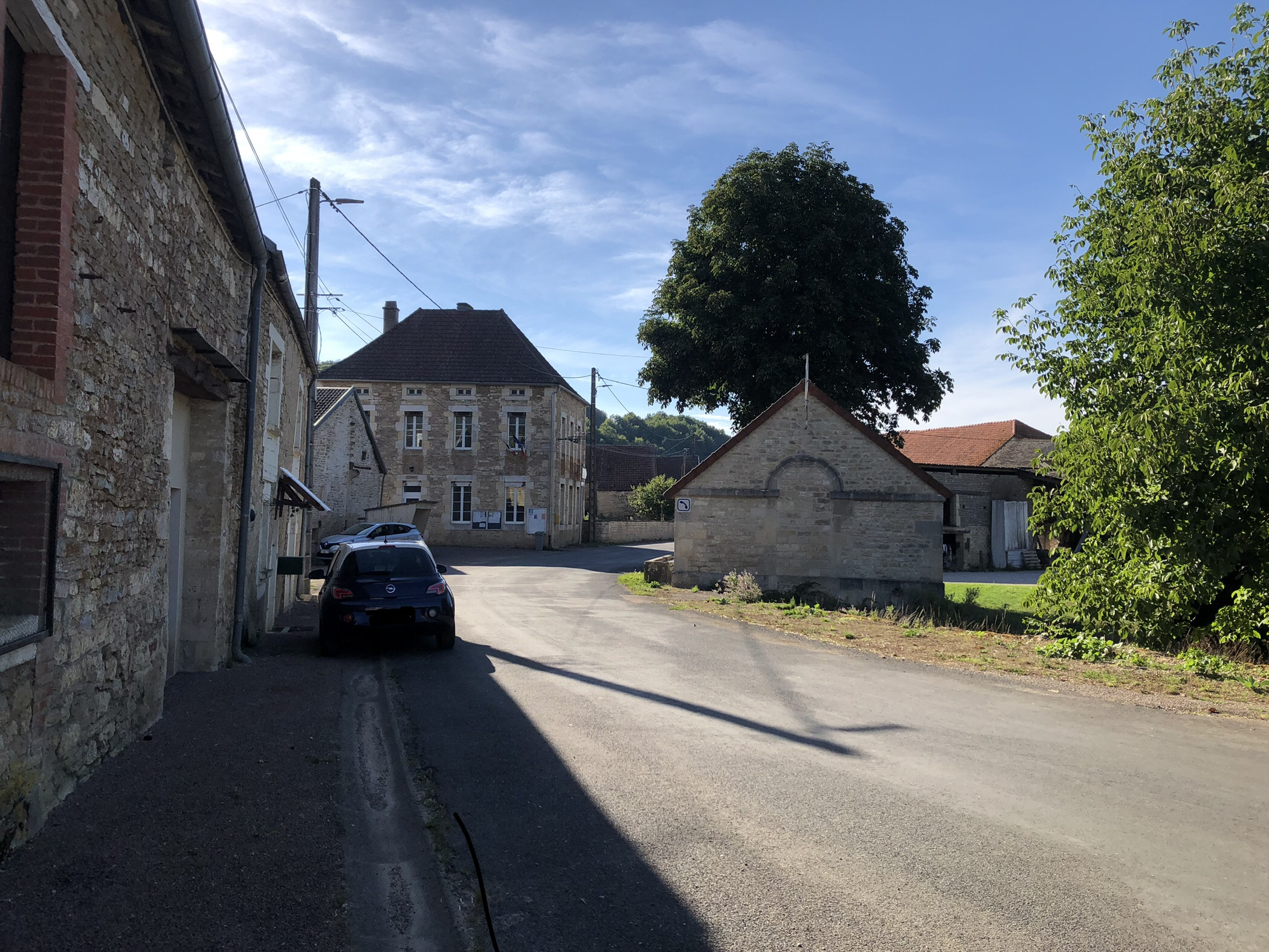
Rue Principale
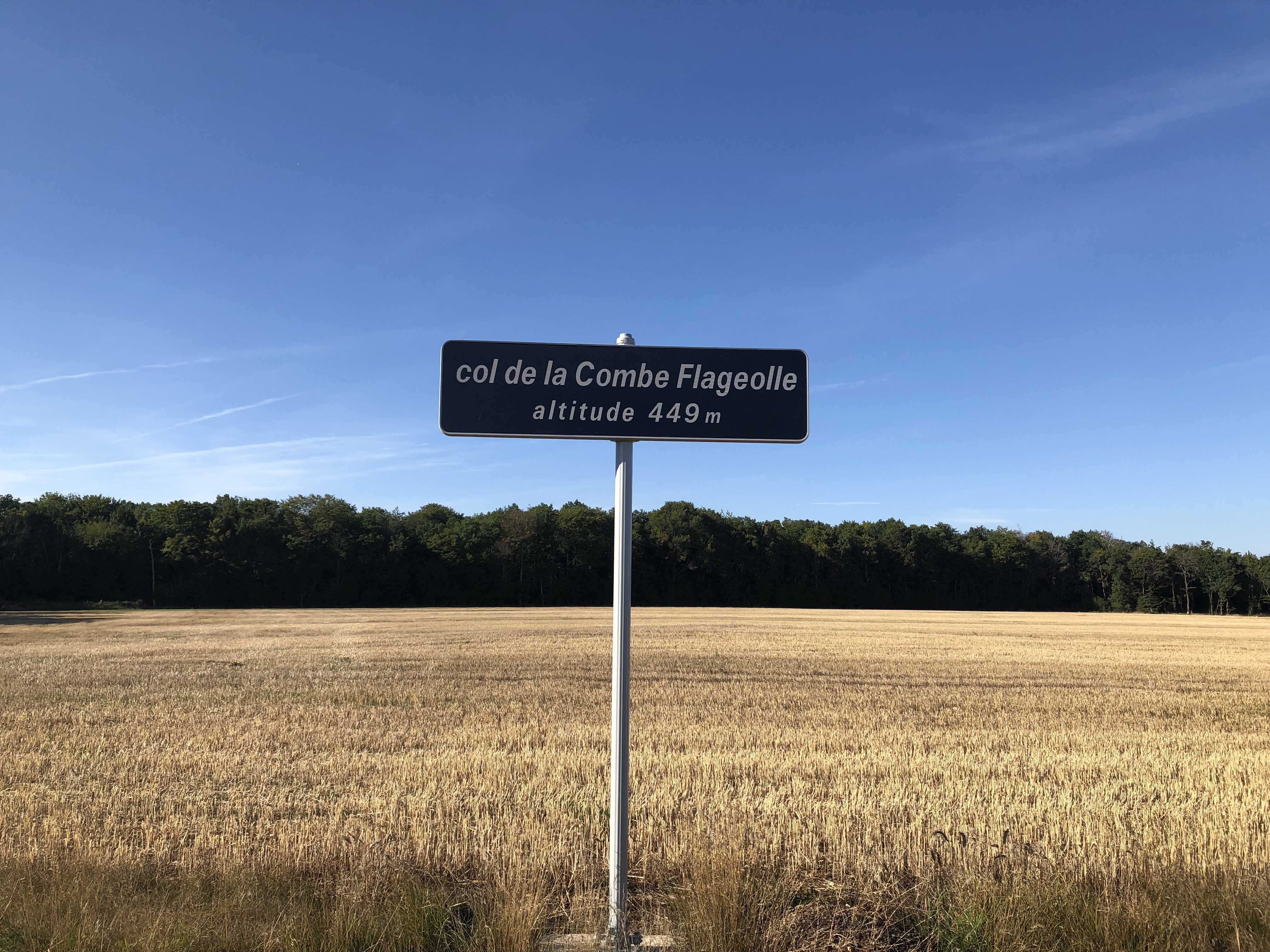
Col de la Combe Flageolle